# منطقة متروبوليتان في تشيلسي
كانت منطقة متروبوليتان في تشيلسي إحدى مناطق مقاطعة لندن بين عامي 1900 و1965. تم إنشاؤها بموجب قانون حكومة لندن عام 1899 من معظم أبرشية تشيلسي القديمة. وبعد صدور قانون حكومة لندن عام 1963، تم دمجها مع البلدة الملكية كينسينغتون في عام 1965 لتشكيل البلدة الملكية كينسينغتون وتشيلسي.